# Michael Gault
Michael Gault (Belfast, 15 aprile 1983) è un allenatore di calcio ed ex calciatore nordirlandese, di ruolo centrocampista.

## Carriera

### Nazionale
Giocò una sola partita con la nazionale nordirlandese, contro la Georgia, in cui i verdi vinsero 4-1.

## Palmarès
- IFA Premiership: 8

Linfield: 2000-2001, 2003-2004, 2005-2006, 2006-2007, 2007-2008, 2009-2010, 2010-2011, 2011-2012
- Irish Cup: 7

Linfield: 2001-2002, 2005-2006, 2006-2007, 2007-2008, 2009-2010, 2010-2011, 2011-2012
- Irish Football League Cup: 4

Linfield: 1999-2000, 2001-2002, 2005-2006, 2007-2008
- IFA Charity Shield: 1

Linfield: 2000
- Setanta Sports Cup: 1

Linfield: 2005
- County Antrim Shield: 5

Linfield: 2000-2001, 2003-2004, 2004-2005, 2005-2006, 2013-2014

## Statistiche

### Cronologia presenze e reti in nazionale
| Cronologia completa delle presenze e delle reti in nazionale ― Irlanda del Nord | Cronologia completa delle presenze e delle reti in nazionale ― Irlanda del Nord | Cronologia completa delle presenze e delle reti in nazionale ― Irlanda del Nord | Cronologia completa delle presenze e delle reti in nazionale ― Irlanda del Nord | Cronologia completa delle presenze e delle reti in nazionale ― Irlanda del Nord | Cronologia completa delle presenze e delle reti in nazionale ― Irlanda del Nord | Cronologia completa delle presenze e delle reti in nazionale ― Irlanda del Nord | Cronologia completa delle presenze e delle reti in nazionale ― Irlanda del Nord |
| Data                                                                            | Città                                                                           | In casa                                                                         | Risultato                                                                       | Ospiti                                                                          | Competizione                                                                    | Reti                                                                            | Note                                                                            |
| ------------------------------------------------------------------------------- | ------------------------------------------------------------------------------- | ------------------------------------------------------------------------------- | ------------------------------------------------------------------------------- | ------------------------------------------------------------------------------- | ------------------------------------------------------------------------------- | ------------------------------------------------------------------------------- | ------------------------------------------------------------------------------- |
| 26-3-2008                                                                       | Lurgan                                                                          | Irlanda del Nord                                                                | 4 – 1                                                                           | Georgia                                                                         | Amichevole                                                                      | -                                                                               | 70’                                                                             |
| Totale                                                                          |                                                                                 | Presenze                                                                        | 1                                                                               |                                                                                 | Reti                                                                            | 0                                                                               |                                                                                 |